# جوني نيلسون (سياسي)
جوني نيلسون هو متزلج سريع وسياسي سويدي، ولد في 9 فبراير 1943 في فيليبستاد ‏ في السويد.

## وصلات خارجية
- جوني نيلسون على موقع SpeedSkatingBase.eu (الإنجليزية)
- جوني نيلسون على موقع SpeedSkatingNews.info (الإنجليزية)
- جوني نيلسون على موقع SpeedSkatingStats.com (الإنجليزية)
- جوني نيلسون على موقع أوليمبيديا (الإنجليزية)
- جوني نيلسون على موقع اللجنة الأولمبية السويدية (السويدية)